# 亦怜真班
德寧公主亦憐真班（元朝稱貞順淑儀公主）（？—1375年，朝鮮語：덕녕공주 이렌첸빤），是高丽忠惠王的王妃，为元朝镇西武靖王焦八（搠思班）之女，元世祖忽必烈玄孫女，忠穆王之母，受忠惠王寵愛。1330年2月被元文宗封为德宁公主，1367年元朝册封德宁公主为贞顺淑仪公主，辛禑元年（1374年）去世，葬於頃陵。

## 影視
- 韓國MBC电视剧《辛旽》

## 延伸阅读
[在维基数据编辑]
 《元史/卷145》，出自宋濂《元史》